# Digimon Ghost Game
Digimon Ghost Game (デジモンゴーストゲーム Dejimon Gōsuto Gēmu, n.đ. 'Trò chơi bóng ma Digimon') là series anime thứ chín của series anime truyền hình Digimon được sản xuất bởi Toei Animation, phát sóng tại Nhật Bản từ ngày 3 tháng 10 năm 2021 trên Fuji TV, dự kiến kết thúc vào ngày 26 tháng 3 năm 2023.

## Sản xuất

### Phân vai lồng tiếng
| Nhân vật                 | Diễn viên lồng tiếng Nhật |
| ------------------------ | ------------------------- |
| Amanokawa Hiro           | Tamura Mutsumi            |
| Tsukiyono Ruri           | Kobayashi Yū              |
| Higashimitarai Kiyoshirō | Ishida Akira              |
| Gammamon                 | Sawashiro Miyuki          |
| Angoramon                | Nakai Kazuya              |
| Jellymon                 | Shimamira Yū              |

## Truyền thông
Digimon Ghost Game được công bố chính thức trong sự kiện DigiFes 2021 do Bandai tổ chức vào ngày 1 tháng 8 năm 2021.

## Tạm ngừng phát sóng
Ngày 8 tháng 3 năm 2022, Digimon Ghost Game buộc phải tạm ngừng phát sóng tập mới do sự cố tấn công mạng máy tính của Toei Animation trước đó vào ngày 6 tháng 3. và được phát sóng trở lại từ ngày 6 tháng 4 năm 2022.